# Jessica Szohr
Jessica Karen Szohr, född 31 mars 1985 i Menomonee Falls, Wisconsin, är en amerikansk modell och skådespelerska, mest känd för sin roll som Vanessa Abrams i Gossip Girl. Hon har även medverkat i musikvideon till det amerikanska rockbandet Daughtrys låt "Over You".

## Filmografi
Film
- 2003 – Uncle Nino
- 2007 – Somebody Help Me
- 2009 – Fired Up!
- 2010 – Piranha 3D
- 2011 – Love, Wedding, Marriage
- 2011 – I Don't Know How She Does It
- 2011 – Tower Heist
- 2012 – Hirokin
- 2012 – Art Machine
- 2012 – Love Bite
- 2013 – Pawn
- 2013 – The Internship
- 2013 – Brightest Star
- 2014 – House at the End of the Drive
- 2014 – 10 Cent Pistol
- 2014 – Two Night Stand
- 2015 – Club Life
- 2015 – Ted 2

Television
- 2003 – My Wife and Kids (1 avsnitt)
- 2004 – What I Like About You (1 avsnitt)
- 2004 – Drake & Josh (1 avsnitt)
- 2004 – Joan of Arcadia (1 avsnitt)
- 2005 – The Reading Room (TV-film)
- 2005 – That's So Raven (1 avsnitt)
- 2007 – What About Brian (6 avsnitt)
- 2007 – CSI: Miami (3 avsnitt)
- 2007–2012 – Gossip Girl (61 avsnitt)
- 2010 – The City (1 avsnitt)
- 2012 – Punk'd (1 avsnitt)
- 2013 – Men at Work (1 avsnitt)
- 2014 – Lucky in Love (TV-film)
- 2015 – Complications (10 avsnitt)
- 2015 – Kingdom (5 avsnitt)
- 2015 – CSI: Cyber (1 avsnitt)
- 2017 – Twin Peaks (3 avsnitt)
- 2017–2018 – Shameless